# Roland zu Bremen
Roland zu Bremen und andre Gedichte von Friedrich Rückert is een liederenbundel van Christian Sinding. Johan Svendsen voorzag een tiental gedichten van Friedrich Rückert van muziek. In zijn opus 47 had Sinding al twee gedichten van Rückert gebruikt.
De tien gedichten zijn:
1. Roland zu Bremen
2. Beschwigtiger Zweifel
3. Thörigt, wer im Paradies kann whonen
4. Schmachtend vor Liebe heute zu sterben
5. Götter! Keine frostige Ewigkeit
6. Und wenn in iehrem Liebesglanz erlischt die Leztte Rose
7. Meine Töne, still und heiter, zu den Liebsten steigt hinan
8. Triolet
9. Am Rhein und am Main und am Neckar ist’s schön
10. Gieb den Kuss mir nur heute ob du morgen es kannst, wer weiss.

De liederen verschenen in het compositiejaar 1903, dus vlak nadat Gustav Mahler zijn Rückert-Lieder had gecomponeerd.